# КГ (кабель)
КГ — гнучкий мідний силовий кабель в гумовій оболонці з гумовою ізоляцією для не стаціонарного прокладання.
Ізоляція зафарбована смугами або повністю одним кольором. Нульова жила зазвичай блакитного кольору. Заземлююча жила жовто-зеленого кольору або має позначення 0. Як розділювальний шар — синтетична плівка або тальк.

## Застосування
Для приєднання пересувних електроприладів або з'єднання які потребують гнучкої прокладки до електромережі на змінну напругу до 660В з частотою 400Гц або при постійній напрузі до 1000В.

## Умови експлуатації
- Вигин не більше восьми діаметрів перерізу кабелю.
- Допустима температура середовища прокладання не менше −40 °C і не більше +50 °C, під дією сонячного випромінювання.